# Львівська школа для незрячих
Львівська спеціальна загальноосвітня школа № 100 — середня загальноосвітня школа I—III ступенів у Галицькому районі міста Львова, один із перших навчальних закладів міста для дітей з вадами зору.

## Історія
Ідея заснувати школу для незрячих належить відомому польському дворянину Вінценту Зарембі-Скшинському, який вирішив таким чином вшанувати пам'ять про свого померлого сина, який був єдиною дитиною в сім'ї.
Вінцент Заремба-Скшинський — далеко не випадкова людина у розвитку такої освіти. Свого часу він детально ознайомився з її особливостями у Віденському інституті сліпих. До того ж, цей чоловік був благодійником та сприяв створенню спеціального фонду, який зібрав кошти небайдужих публічних людей. Сам Вінцент також вклав велику частину власних заощаджень.
Перший будинок, де навчали незрячих, було зведено на вулиці Личаківській, 37 у 1851 році. Стати частиною доброї справи вирішив граф Менчинський, який подарував землю під будівництво закладу освіти. Він отримав назву «Галицький заклад для темних» і був офіційно відкритий у перший день літа того ж року. З деяких історичних джерел відомо, що з нагоди цієї знакової події в одному з храмів навіть провели службу.
Проте граф Вінцент так і не зміг дочекатися відкриття закладу. Він помер незадовго до цього.
Спочатку у школі навчалися лише хлопчики, а з 1868 року — дівчатка. Адміністративно-фінансове управління закладом здійснював директорат з шести осіб. Директорами школи були знатні особи: граф Казимир Фелікс Бадені, граф Генрік Фредро, князь Єжи Чарторийський.
Учням надавалася загальна освіта в обсязі семирічної школи. Вивчалися арифметика, географія, натуральна історія, фізика, релігія, історія Польщі, польська мова. Обов'язковими предметами були музика та співи. Готуючись до трудової діяльності, хлопчики опановували ремесло щіткарів, кошикарів, поворозників, дівчатка — гаптування, плетіння мережива, в'язання. Пізніше було введено спеціальність настроювачів фортепіано та органів.
У 1878 році на міжнародному конгресі у Лейпцигу Львівський заклад для незрячих був відзначений як один з кращих у Європі.
Школа користувалася попитом та впевнено займала високі позиції з якості надання освіти. Це вплинуло на те, що наприкінці XIX століття керівництво навчального закладу вирішило переїхати на вигідніше місце, а для цього потрібно було побудувати більше приміщення. Дуже швидко вдалося створити детальний план нової будівлі школи для незрячих, ще за деякий час вдалося отримати погодження від магістрату на будівництво.
Вже на початку XX століття за проєктом архітекторів Юзефа Каетана Яновського та Людвіка Балдвін-Рамулта був зведений новий триповерховий будинок школи у стилі неокласицизму з елементами декору у закопанському стилі на піддашшях. Невдовзі новозбудована школа на вул. Святої Софії, 31 (нинішня вул. Івана Франка, 119), розрахована на 60 дітей, прийняла своїх перших учнів. Розширився і спектр надання освітніх послуг — з 1902 року при ній почала діяти дошкільна група для незрячих. У цьому плані Львів обійшов усі українські міста, де діяли схожі освітні заклади.
Нова будівля школи й донині розташована на Софіївці, серед зелені фруктових садів та старих парків. Заняття проводяться у чотирнадцяти навчальних кімнатах, розташованих на першому та другому поверхах; на третьому поверсі знаходяться спальні покої.
З 1939 року школа набула статусу державної. Навчання у ній не припинялося й під час війни: протягом 1941—1944 років школа була поділена на український та польський відділи. З 1959 року — це середній навчальний заклад. З кінця 1940-х років до навчальної програми вводяться усі предмети загальноосвітньої школи.
З 1991 року школа реалізує основні напрямки національної освіти України. Окрім звичних, до переліку обов'язкових включені спеціальні дисципліни: соціально-побутова орієнтація, корекція вад розвитку пізнавальної діяльності, просторове орієнтування.  Починаючи з десятого класу, учні засвоюють комп'ютерну грамоту. Окрім основної іноземної мови — німецької, факультативно вивчається англійська мова.
У школі діють різноманітні гуртки — вокальний, музичний, театральний, шаховий, гурток рукоділля. Популярністю на Львівщині користується дитячий ансамбль сопілкарів, вокальний ансамбль «Водограй».
Серед випускників інтернату — член Спілки письменників України, автор багатьох поетичних збірок Микола Красюк, відома поетеса, казкарка, громадська діячка Тетяна Фролова, майстер спорту України з шахів, член збірної України Іван Яцишин, багато докторів та кандидатів наук.
Школа підтримує тісні зв'язки з європейськими навчальними закладами.
З 2019 року з назви закладу прибрали слово інтернат, адже воно у сучасному світі асоціюється з ізольованістю та суперечить інклюзивним принципам.
До недавнього часу великою проблемою школи була недоступність будівлі для людей з комплексною інвалідністю, оскільки заклад внесений до реєстру ЮНЕСКО, як пам'ятка архітектури, процес реконструкції будівлі був довготривалим.
З 2023 року у школі мають можливість здобувати освіту люди з порушеннями зору, що користуються колісними кріслами, завдяки спеціально облаштованому ліфту тепер такі діти можуть вільно пересуватися шкільними коридорами.
Також у закладі працюють два музеї: музей народознавства та історичний музей школи. Екскурсії в цих музеях проводять учні.